# Evelyn Künneke
Evelyn Künneke, eigentlich Eva-Susanne Künneke (* 15. Dezember 1921 in Berlin; † 28. April 2001 ebenda), war eine deutsche  Swing- und Schlager-Sängerin, Schauspielerin und Tänzerin, die vor allem in den 1950er Jahren erfolgreich war. Sie wurde in Szene-Kreisen als die letzte Überlebende der Lili-Marleen-Generation bezeichnet. Der Film Ich bin ein Antistar – Das skandalöse Leben der Evelyn Künneke von Rosa von Praunheim aus dem Jahr 1976 widmet sich ihrem Leben und verschaffte ihr ein Comeback, nachdem es lange ruhig um sie gewesen war.

## Leben

Label der Schellackplatte Drei kleine Geschichten, 1946

Die Tochter des Operettenkönigs Eduard Künneke und seiner Ehefrau, der Opernsängerin Katarina Garden, erhielt Ballettunterricht bei Victor Gsovsky, Schauspielunterricht bei Ilka Grüning, Lucie Höflich und Leslie Howard sowie Gesangsunterricht bei Maria Ivogün. Daneben arbeitete sie als Fotomodell. Im Stepstudio Edmont Leslie erlernte sie den Stepptanz. 1935 erwarb sie die Mittlere Reife an der Fleckschen Privatschule in Berlin. Nach Abschluss ihrer Ausbildung wurde sie zweite Solotänzerin der Berliner Staatsoper, doch für Furore sorgte sie als Steptänzerin „Evelyn King“ in Berliner Cabarets und Varietés. Siebzehnjährig gründete sie 1938 zusammen mit Horst Matthiesen ihr eigenes Tanzstudio in Berlin. 1939 wurden ihre derartigen Auftritte untersagt. 
Sie nannte sich nun Evelyn Künneke und begann eine Karriere als Sängerin. Dabei wirkte sie mit namhaften Komponisten wie Peter Igelhoff und Michael Jary zusammen. Sie hatte ihren ersten großen Erfolg im Jahr 1941 mit Sing, Nachtigall, sing (aus dem Film Auf Wiedersehn, Franziska), das Wolfgang Borchert sein Lieblingslied genannt hat. Evelyn Künnekes Schlager wie Haben Sie schon mal im Dunkeln geküßt? waren wie bei keiner anderen deutschsprachigen Sängerin dieser Zeit unüberhörbar von der im Nationalsozialismus politisch verpönten Musikrichtung Swing beeinflusst.
Zur Truppenbetreuung unternahm sie während des Krieges häufig Tourneen. Von 1942 bis 1944 trat sie an der Ostfront auf, Anfang 1944 auch an der Westfront. 1944 wurde sie wegen Defätismus verhaftet und im Januar 1945 in die Haftanstalt Berlin-Tegel eingeliefert. Kurz vor Kriegsende wurde sie wieder freigelassen.
Nach dem Krieg hatte sie noch einige Jahre Erfolg als Schlagersängerin, zunächst auch mit dem Show-Orchester von Walter Jenson 1945 im Crusader Club in Hamburg. Zu ihren Hits gehörten unter anderem Winke-winke, Allerdings – sprach die Sphinx (mit dem Orchester Wolf Gabbe) und Egon. 1953 tourte sie durch die USA. Ebenfalls 1953 nahm sie das Lied Herr Kapellmeister, bitte einen Tango auf, das als einer ihrer größten Erfolge gewertet wird. In der Hitparade der Zeitschrift „Der Automatenmarkt“ erreichte sie damit in der Mai-Ausgabe 1954 Platz 5.
1958 trat sie in der deutschen Vorentscheidung zum Eurovision Song Contest an. Ebenfalls 1958 spielte sie in dem DEFA-Film Meine Frau macht Musik eine Rolle. In den späten 1950er und 1960er Jahren wurde es ruhiger um sie. 
1961 moderierte sie in der ARD die Show "Bitte lassen Sie sich unterhalten", in der am 9. Dezember 1961 erstmals im deutschen Fernsehen die englischen Komiker Freddie Frinton und May Warden mit ihrem Sketch "Dinner for One" auftraten.
1976 feierte Evelyn Künneke ihr großes Comeback als Schauspielerin im Wirkungskreis von Rosa von Praunheim und Rainer Werner Fassbinder. Bis ins hohe Alter tingelte sie als Chansonsängerin durch die Berliner Szenelokale, unter anderem gemeinsam mit Brigitte Mira und Helen Vita als Drei Alte Schachteln. Im März 1976 nahm Evelyn Künneke die Single Ich bin Heinos Walküre auf, die auf dem Telefunken Label erschien. Eine Chartplatzierung erreichte sie mit diesem Schlager trotz häufigen Einsatzes in diversen Rundfunksendern nicht. Auch veröffentlichte Künneke einige Alben, so Sensationell (1975), Evelyn II. (1976) und Sing, Evelyn, sing! – Das Beste von Evelyn Künneke (1978).

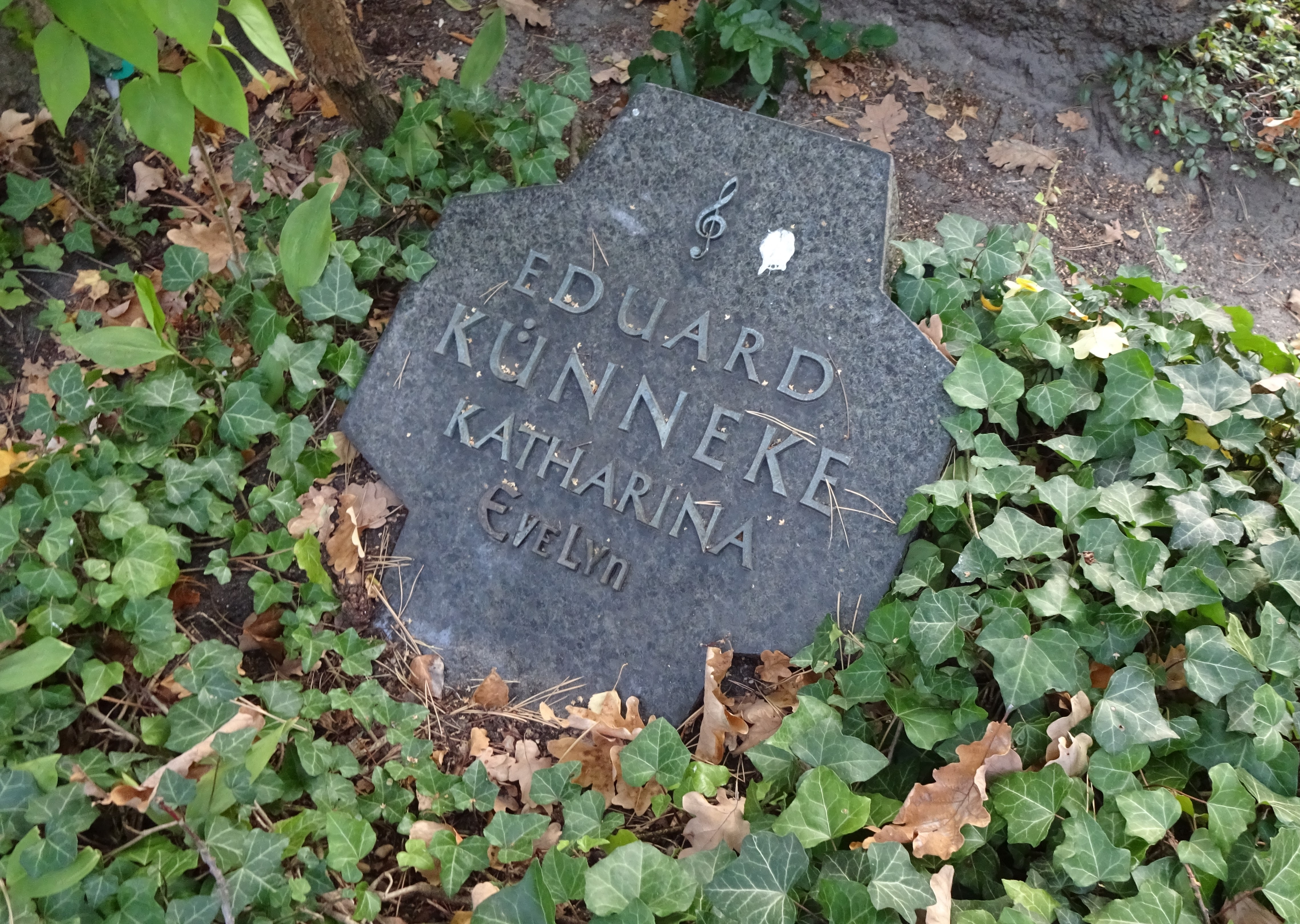
Auf dem Grabstein der Eltern auf dem Friedhof Heerstraße in Berlin-Westend wird an die Tochter Evelyn erinnert

Sie war zunächst mit einem Engländer verheiratet, dem Vater ihrer Tochter. Ihr zweiter Ehemann war von 1963 bis 1972 der Diplomkaufmann Reinhard Thomanek. Ihre dritte Ehe ging sie 1979 mit ihrem Manager Dieter Hatje ein.
Evelyn Künneke starb am 28. April 2001 im Alter von 79 Jahren in einer Klinik in Berlin-Zehlendorf an Lungenkrebs, der zwei Monate zuvor diagnostiziert worden war. Sie ruht in einem Einzelgrab, ohne Grabstein, auf dem landeseigenen Friedhof Heerstraße in Berlin-Westend, gegenüber dem Grab ihres Vaters Eduard Künneke (Grablage: II-W7-61).
Auf Beschluss des Berliner Senats ist die letzte Ruhestätte von Evelyn Künneke seit 2018 als Ehrengrab des Landes Berlin gewidmet. Die Widmung gilt für die übliche Frist von zwanzig Jahren, kann anschließend aber verlängert werden.
In der Charlottenburger Giesebrechtstraße 5, wo sie in der Wohnung ihres Vaters bis zuletzt gelebt hatte, erinnert eine Gedenktafel an sie.

## Lieder
- 1941: Dieses Lied hat keinen Text
- 1941: Sing, Nachtigall, sing
- 1942: Haben Sie schon mal im Dunkeln geküßt?
- 1942: Das Karussell
- 1942: Hokuspokus
- 1946: Drei kleine Geschichten
- 1946: Ich freu’ mich schon auf Donnerstag
- 1947: Es war eine Nacht in Venedig
- 1948: Bauernrumba
- 1948: O la la
- 1949: Der blaue Montag
- 1949: Oh ja – oh nein
- 1949: Der schönste Mann vom Rio Grande
- 1949: Was denkt sich bloß der Pavian?
- 1949: Kinder, kauft euch einen Sonnenstich
- 1949: Irgendwo, irgendwann
- 1949: Das gibt es nur in Texas
- 1949: Cuanto le gusta
- 1949: Warum hat das Zebra Streifen?
- 1949: Barbara, Barbara, komm mit mir nach Afrika
- 1949: Allerdings – sprach die Sphinx
- 1949: Schade, gestern warst du süß wie Schokolade
- 1950: Winke-winke
- 1950: Oh Juana
- 1950: Es wär alles nicht so schwer
- 1950: In Arizona und Arkansas
- 1950: Ein kleiner Gernegroß
- 1950: Von acht bis acht
- 1950: Gehn Sie weg
- 1950: Egon
- 1951: Hab’n ’se nich ’nen Mann für mich?
- 1951: Maja-Mambo
- 1951: Fahr'n Sie nicht zum Nordpol
- 1951: Tango-Max
- 1952: Mäckie-Boogie
- 1952: Ach Herr Kuhn
- 1952: Hinz-und-Kunz-Boogie
- 1952: Kleiner Zinnsoldat
- 1953: Herr Kapellmeister, bitte einen Tango
- 1954: Bongo-Boogie
- 1955: Tick-Tack-Boogie
- 1956: Hernando’s Hideaway
- 1956: Boogie im Dreivierteltakt
- 1956: Sehnsucht (Steamheat)
- 1957: Der Mann mit dem Rock'n'Roll-Pullover
- 1957: Caramba Señores
- 1961: Ich mache mir 'nen Schlitz ins Kleid[13]
- 1976: Ich bin Heinos Walküre
- 1978: Das Lied von Hans Albers
- 1978: Kikilala Hawaii
- 1996: Hoppe, Hoppe Reiter (Eurodance-Techno-Lied)[14]

## Filmografie
- 1943: Karneval der Liebe
- 1949: Märchen vom Glück
- 1950: Die Dritte von rechts
- 1951: Der Fünfminutenvater
- 1951: Das unmögliche Mädchen (Fräulein Bimbi)
- 1951: Die verschleierte Maja
- 1952: Verlorene Melodie
- 1952: Tanzende Sterne
- 1954: Große Starparade (Cameoauftritt)
- 1955: Ich war ein häßliches Mädchen
- 1958: Meine Frau macht Musik
- 1968: Straßenbekanntschaften auf St. Pauli
- 1968: Der Partyphotograph
- 1968: Gib mir Liebe
- 1971: Dem Täter auf der Spur – Tod am Steuer (Fernsehserie)
- 1973: Axel von Auersperg (Fernsehfilm)
- 1974: Rosa von Praunheim zeigt (Kurzfilm)
- 1974: Wie ein Vogel auf dem Draht (Fernsehshow)
- 1974: Meine Sorgen möcht’ ich haben
- 1974: Monolog eines Stars (Fernsehfilm)
- 1975: Faustrecht der Freiheit
- 1974: 1 Berlin-Harlem
- 1975: Berlinger
- 1976: Ich bin ein Antistar – Das skandalöse Leben der Evelyn Künneke (Fernsehfilm)
- 1978: Flammende Herzen
- 1978: Schöner Gigolo, armer Gigolo
- 1978: Neues vom Antistar (Fernsehshow)
- 1978: Heinz Erhardt: Noch ’ne Oper (Fernsehshow)
- 1979: Grandison
- 1979: Die Hamburger Krankheit
- 1979: Meine schöne neue Welt (Fernsehfilm)
- 1981: Ach, die Künneke (Fernsehshow)
- 1983: Hanna von acht bis acht (Fernsehfilm)
- 1995: A.S. – Der kleine Bruder (Fernsehserie)
- 1995: Neurosia
- 1996: Kondom des Grauens
- 1998: Hans Eppendorfer: Suche nach Leben
- 2000: Ein lasterhaftes Pärchen (Fernsehfilm)
- 2001: Ausziehn!
- 2008: Abstürzende Brieftauben: Wir war´n die Tauben – 25 Jahre sind genug

## Hörspiele
- 1980: Anthony J. Ingrassia: Fame – Berühmt – Regie: Götz Naleppa (Hörspiel – RIAS Berlin)